# Eleição da cidade-sede dos Jogos Olímpicos de Inverno de 2026
O processo de eleição da cidade-sede dos Jogos Olímpicos de Inverno de 2026 aconteceu entre 2017 e 2019, sendo encerrado com o anúncio da cidade pelo presidente do Comitê Olímpico Internacional, Thomas Bach, em 24 de junho de 2019 na cidade de Lausanne, Suíça.
Nove cidades apresentaram seus projetos, mas apenas as candidaturas conjuntas de Milão–Cortina d'Ampezzo e Estocolmo–Åre avançaram para a fase de votação, com o projeto italiano sendo o escolhido. É a primeira vez em que os Jogos Olímpicos tem duas cidades como sedes principais, já que historicamente, apenas uma cidade sedia a competição e as demais subsediam.

## Processo de eleição
O processo de candidatura para os Jogos Olímpicos de Inverno de 2026 foi aberto pelo Comitê Olímpico Internacional (COI) em 9 de junho de 2017 e foi alterado no dia 12 de julho do mesmo ano, no qual a entidade decidiu aplicar diversas mudanças. Com estas alterações, o COI teve um papel mais proativo na assistência e apoio às cidades que estavam considerando em apresentar uma candidatura para os Jogos Olímpicos e Paralímpicos de Inverno de 2026. Com isso ele personalizou sua abordagem às necessidades e demandas das cidades com ênfase no desenvolvimento e elaboração de suas propostas. Essas medidas levaram a um processo simplificado tanto para a entidade e para as cidades interessadas, como também na redução de custos do evento. Foi-se criada uma fase de convite que durou aproximadamente um ano, de 13 de setembro de 2017 a 13 de setembro de 2018. Após esta fase, começou a fase de candidatura, que durou aproximadamente 6 meses. Essas medidas foram tomadas devido a falta de cidades interessadas para sediar os Jogos Olímpicos e Paralímpicos de Inverno de 2026.

### Fase de diálogo e convite
- Abertura do processo (29 de Setembro de 2017)
- Brefing e primeira Apresentação por vídeo conferência (13 de outubro de 2017)
- Assinatura do acordo de cooperação (sendo feito antes de que as visitas técnicas e de inspeção fossem marcadas)
- Visitas personalizadas de suporte especializado no local (novembro de 2017 a outubro de 2018)
- Primeira sessão de trabalho interativo no local: apresentação e discussão do conceito inicial dos Jogos (25 de novembro a 15 de dezembro de 2017)
- Programa de observação durante os Jogos Olímpicos de Inverno de 2018 em PyeongChang, Coreia do Sul (9 a 23 de fevereiro de 2018) e Jogos Paralímpicos de Inverno de 2018, também em PyeongChang, Coreia do Sul (9 a 18 de março de 2018)
- Prazo final para as cidades entrarem no processo de candidatura, sendo adicionadas no processo (31 de março de 2018)
- Segunda sessão de trabalho interativo no local 2: apresentação do conceito dos Jogos ratificados após consulta aos especialistas técnicos do COI (maio de 2018)
- Apresentação final do Comitê Organizador de PyeongChang 2018 e o Comitê Organizador de Pequim 2022 (junho de 2018)
- Divulgação do contrato da cidade sede (julho de 2018)
- Relatório do Grupo de Trabalho do COI submetido ao Comitê Executivo do COI (setembro de 2018)
- Reunião do Conselho Executivo do COI para avaliar quais cidades estão em condições de evoluir para candidatas oficiais (outubro de 2018)
- Sessão executiva do COI para anunciar quais cidades seriam as finalistas do processo (outubro de 2018)

### Estágio de candidatura
- Prazo para a apresentação do dossiê de candidatura, mas sem as garantias fundamentais das cidades candidatas (11 de janeiro de 2019)
- Visitas prévias dos especialistas do COI (fevereiro de 2019)
- Análise da Comissão de Avaliação do COI, incluindo a visita final a cidade candidata, juntamente solicitações de apresentação de informações ou garantias adicionais (março/abril de 2019)
  - Estocolmo-Åre 2026 (12 a 16 de março de 2019)
  - Milão–Cortina 2026 (2 a 6 de abril de 2019)
- Prazo para a entrega do "bid book" (12 de abril de 2019)
- Sessão final de perguntas e respostas com a comissão de avaliação via videoconferência individual e fechada (maio de 2019)
- Publicação do Relatório da Comissão de Avaliação no site oficial do COI (maio de 2019)
- Direito de resposta das cidades candidatas após a publicação do Relatório da Comissão de Avaliação (junho de 2019)
- Briefing fechado entre as candidatas para os Jogos 2026 para membros do COI e Federações Internacionais de Esportes Olímpicos de Inverno (junho de 2019)
- Eleição da cidade-sede, em 24 de junho de 2019, na sede da COI em Lausanne, Suíça
- Debate individual com cada um dos Comitês Olímpicos Nacionais e o Comitê Organizador dos Jogos de 2026 (a partir de dezembro de 2019).

### Comitê de Avaliação das Candidaturas para 2026
Em outubro de 2018, o COI indicou os seguintes membros e representantes das partes interessadas à Comissão de Avaliação, que avaliará as cidades candidatas aos Jogos Olímpicos e Paralímpicos de 2026.
- Octavian Morariu: Presidente
- Kristin Kloster Aasen: Membro do COI
- Zhang Hong: Membro do COI
- Muffy Davis: Representante do Comitê Paralímpico Internacional (IPC)
- Roman Kumpost: Representante da Federação Internacional de Esqui (FIS)
- Heike Grösswang: Representante da Federação Internacional de Bobsleigh & Skeleton (IBSF)
- Lee Hee-beom: Presidente do Comitê Organizador dos Jogos Olímpicos de Inverno de 2018,em Pyeongchang,Coreia do Sul
- José Luis Marco: Membro da comissão de Coordenação do Comitê Olímpico Internacional que acompanhou a organização dos Jogos Olímpicos de Inverno de 2022.

### Resultados da votação
A candidatura conjunta das cidades italianas de Milão e Cortina d'Ampezzo foi declarada a vencedora no dia 24 de junho de 2019, após derrotar outra candidatura conjunta,a das cidades suecas de Estocolmo e Åre por 13 votos na na 134ª sessão do COI durante a inauguração da nova sede da entidade em Lausanne, Suíça. Originalmente, esta sessão seria realizada na própria cidade de Milão em setembro do mesmo ano. Porém, as regras do processo não permitem a realização de uma sessão para a escolha de uma cidade-sede de qualquer edição dos Jogos Olímpicos em uma cidade de qualquer país que tenha se candidatado. Com a eventual manifestação da cidade, a sessão precisou ser remarcada para um país neutro .
| Milão-Cortina | Itália | 47 |
| Estocolmo-Åre | Suécia | 34 |

## Candidaturas que avançaram para a votação
- Milão-Cortina: Oficializou a candidatura conjunta em 1 de outubro de 2018.[5] Inicialmente, Turim, sede dos Jogos Olímpicos de Inverno de 2006, integraria esta candidatura como comemoração aos vinte anos das Olimpíadas na cidade, o que não aconteceu.[6]
- Estocolmo-Åre: Apesar de ter enfrentado problemas políticos com forte oposição[7], Estocolmo oficializou a sua candidatura em 11 de janeiro de 2019, junto com Are.[8] Além disso, a capital sueca pretendia ser a segunda cidade, depois de Pequim, a receber tanto os Jogos Olímpicos de Verão, como aconteceu em 1912, como os Jogos Olímpicos de Inverno em 2026.

## Desistências
- Calgary: A candidatura foi retirada em 19 de novembro de 2018 devido á grande rejeição por parte da população e por discordâncias governamentais.[9]
- Erzurum: Em 4 de outubro de 2018, a cidade foi desclassificada por falta de transportes, telecomunicações e aeroportos.[10]
- Sapporo: Desistiu em 13 de setembro de 2018 em favor dos Jogos Olímpicos de Inverno de 2030.[11] No entanto, a candidatura para esses jogos foi prejudicada após as denúncias de corrupção durante os Jogos Olímpicos de Verão de 2020, realizados em Tóquio, de onde foi subsede por receber o futebol e a maratona, além da grande rejeição da população.[12]
- Graz: Teve a candidatura retirada em 6 de julho de 2018 por falta de apoio governamental.[13]
- Sião: Desistiu em 10 de junho de 2018 após a maioria da população se mostrar contrária à candidatura da cidade.[14]

## Candidaturas que chegaram a ser especuladas
- Quebec: Demonstrou interesse após desistir de participar do processo de votação dos Jogos Olímpicos de Inverno de 2022. No entanto, não houve consenso para oficializar a candidatura, além de uma tentativa, mas sem sucesso de uma candidatura conjunta com Calgary, Vancouver e até mesmo Lake Placid nos Estados Unidos.[15]
- Estados Unidos: Cinco cidades manifestaram interesse em se candidatar para estes jogos: Boston, Bozeman, Lake Placid e Salt Lake City.[16][17][18] No entanto, o Comitê Olímpico e Paralímpico dos Estados Unidos decidiu não apresentar nenhuma candidatura para 2026.[19] Posteriormente, Salt Lake seria contemplada, junto com Provença-Alpes-Costa Azul–Auvérnia-Ródano-Alpes, como sede dos Jogos Olímpicos de Inverno de 2030 e 2034, com a seleção de cada cidade para seu ano designado acontecendo em junho de 2024.[20]
- Almaty: Com a derrota para Pequim na eleição da cidade-sede dos Jogos Olímpicos de Inverno de 2022, chegou a circular rumores de que a capital do Cazaquistão lançaria uma candidatura para 2026, o que foi negado pelo prefeito local.[21]
- Innsbruck: Teve o projeto rejeitado pela própria população
- Dresden: Uma candidatura chegou a ser discutida após a rejeição de Munique para os jogos de 2022. No entanto, o Comitê Olímpico Alemão decidiu não considerar uma candidatura, uma vez que a falta de estâncias de esqui alpino tornaria necessária a utilização de instalações checas.[22]
- Aosta: Com a escolha de Milão e Cortina d'Ampezzo para representar a Itália em 2026, o projeto foi descartado.[23]
- Noruega: Lillehammer e Telemark chegaram a anunciar candidaturas, mas nenhuma das duas avançaram mesmo com o apoio do Comitê Olímpico Norueguês, enquanto que a primeira anunciou que estaria focando para 2030.[24][25]
- Barcelona: Assim como Estocolmo, a cidade espanhola queria repetir o feito de Pequim, uma vez que sediou os Jogos Olímpicos de Verão de 1992. No entanto, a suposta candidatura não teve apoio governamental.[26]
- Grisões: O cantão de Grisões lançou um conceito denominado Graubünden and Partners, incluindo locais potenciais sem se referir a uma cidade anfitriã dedicada. Porém, a população rejeitou qualquer candidatura suíça.[27]
- Auckland–Queenstown: Um relatório de "pré-viabilidade" foi publicado em maio de 2015 afirmando que uma Olimpíada de Inverno conjunta com a Austrália seria viável para 2026.[28] No entanto, o projeto foi arquivado após o Comitê Olímpico local não solicitar um estudo de viabilidade com o governo neozelandês.

### Sites
- Milan–Cortina d'Ampezzo 2026 Arquivado em 26 de junho de  2019, no Wayback Machine.
- Milan–Cortina d'Ampezzo 2026 (IOC)

#### COI
- Candidature Process 2026
- Report IOC Evaluation Commission Olympic Winter Games 2026